# Венцеслав Стефанов
Венцеслав Стефанов е български бизнесмен, общественик, спортен деятел, Президент на ПФК „Славия (София)“.

## Биография
Роден е на 28 ноември 1949 г. в София.
През 1994 г. Стефанов, Маджо и Румен Николов – Пашата регистрират Interpetrolium and Partners, икономическата структура на СИК и най-големият търговец на горива в България. Влиза в ръководството на Славия на следващата година.